# Clocks
"Clocks" é uma canção da banda inglesa de rock alternativo Coldplay, lançada em 23 de março de 2003 na Europa como um single de seu segundo álbum de estúdio, A Rush of Blood to the Head. Construído em torno de um riff de piano que se repete e escrita por todos membros da banda, a canção tem letras enigmáticas de contraste e temas de urgência. É considerada uma das músicas de assinatura da banda.
"Clocks" estreou com sucesso comercial e crítico, com elogios sobre o piano presente na música e sendo frequentemente colocada em listas classificando-a como uma das melhores músicas dos anos 2000. Existem vários remixes da faixa e seu riff tem sido amplamente sampleado. "Clocks" venceu na categoria Gravação do Ano no Grammy Awards de 2004.

## Antecedentes e escrita

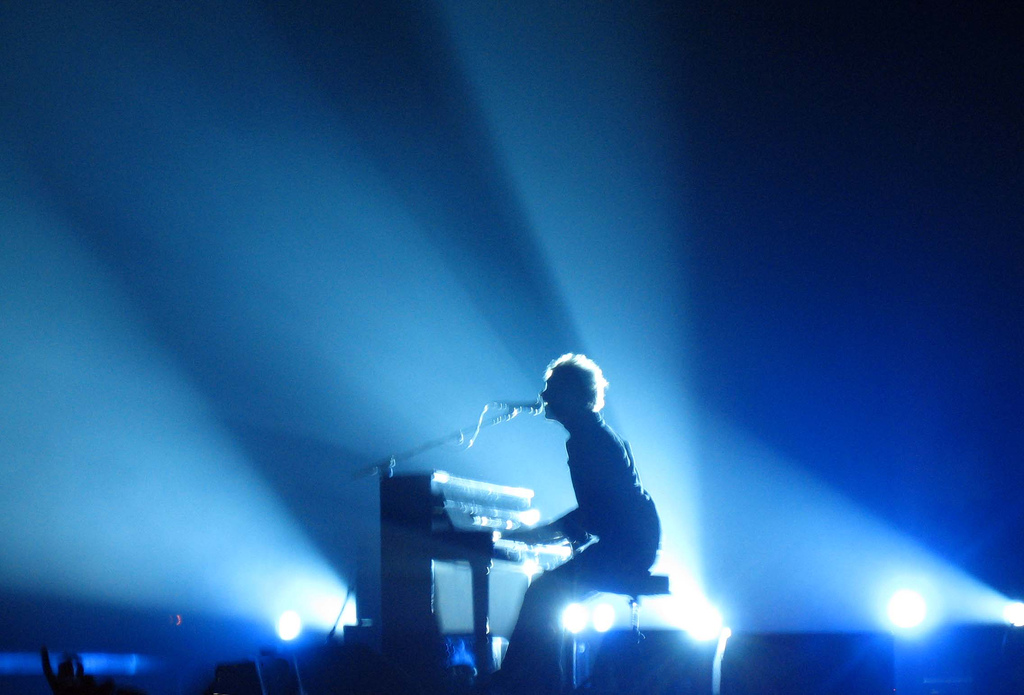
Chris Martin, vocalista e líder da banda Coldplay, tocando piano em show em Barcelona, em 2005, na turnê Twisted Logic. A imagem captura um momento intimista de sua performance ao vivo, refletindo a atmosfera emocional das apresentações da banda, especialmente em músicas como "Clocks". Esse período foi crucial para o sucesso do álbum A Rush of Blood to the Head, no qual "Clocks" se destacou como uma das faixas mais icônicas. A canção foi escrita por Martin durante um período de intensa criatividade e exploração musical, marcando uma transição para um estilo mais experimental no som da banda.

"Clocks" foi escrita e composta na concepção durante os estágios finais da produção do segundo álbum do Coldplay, A Rush of Blood to the Head. O vocalista Chris Martin entrou no estúdio da tarde para noite. Um riff surgiu na mente de Martin e ele escreveu no piano. Segundo Martin, "Clocks" foi inspirado pela banda inglesa de rock Muse. Martin apresentou o riff para o guitarrista Jonny Buckland que, em seguida, adicionou acordes de guitarra para a faixa; "Ele pegou seu violão [um sinal certo de que ele gostou da canção] e desempenhou estes brilhantes acordes [...] Era como um processo de reação química."
Antes de escrever "Clocks", a banda já tinha feito dez canções para o álbum. Eles pensaram que era tarde demais para a inclusão da música no álbum, pois a mesma não estava completa. Então, eles gravaram uma versão demo da faixa e salvou-a com outras faixas inacabadas, rotulada como "Songs for #3"; a banda projetou colocar essas faixas em seu terceiro disco X&Y.
Até junho de 2002, Coldplay estava pronto para apresentar o álbum à Parlophone, sua gravadora. No entanto, Martin sentiu que o álbum estava um "lixo"; assim, a banda e a Parlophone decidiram atrasar o lançamento do álbum. Depois de uma turnê, Coldplay voltou a trabalhar na "Songs for #3". Phil Harvey, um amigo de Martin e empresário da banda, ouviu os primeiros acordes da canção e pediu-lhes que retrabalhassem imediatamente em "Clocks". Com letras que falam de urgência, Harvey apontou que o seu significado para a canção estaria em contradição com a ideia de Martin de edição para a faixa. Martin foi persuadido por Harvey e, em seguida, continuou a desenvolver "Clocks", enquanto os outros membros da banda completavam as suas ideias com base na faixa principal de piano, adicionando o baixo e a bateria. Coldplay gravou a música muito rapidamente, pois o cronograma de A Rush of Blood to the Head já havia sido atrasado; foi lançado dois meses depois.

## Composição
"Clocks" é uma canção de rock alternativo, vista como tendo elementos de rock psicodélico. É construída em torno de um riff de piano que se repete, e apresenta uma sonoridade minimalista de baixo e bateria. Martin aplicou um ostinato e uma escala musical sobre a progressão harmônica de acordes de piano, que vai do acorde maior para o acorde menor. A música de "Clocks" também é fornecida por sintetizadores e um arranjo de instrumento de cordas.
Os temas líricos da canção incluem contraste, as contradições e urgência. De acordo com Jon Wiederhon da MTV News, "Martin parece lidar com o desamparo de estar em um relacionamento disfuncional do qual não quer necessariamente escapar." As letras são crípticas; as linhas do fim do segundo verso enfatizam contradizendo a emoção: "Apareça sobre meus mares / Malditas oportunidades perdidas / Eu sou uma parte da cura? / Ou eu sou uma parte da doença?" O título da canção é também "metaforicamente aludida" à sua letra, "empurrando um a se perguntar sobre a obsessão do mundo, com tempo ao conectá-lo à teoria: melhor do que quando nós estamos aqui, presente e vivos".

## Lançamento
Coldplay lançou "Clocks" na Europa em 24 de março de 2003 como o terceiro single do álbum. Apresenta dois lados B: "Animals", que foi uma das canções favoritas da banda realizada em turnê, mas não foi incluída no álbum, e "Crests of Waves". A capa do single foi criada por Sølve Sundsbø. Enquanto preparava "The Scientist" como o segundo lançamento do álbum, as gravadoras de Coldplay nos Estados Unidos sentiram que a música não era "o suficiente para os ouvintes estadunidenses"; então, eles lançaram "Clocks" como o segundo single nos EUA.
Um vídeo foi filmado para a divulgação da canção. Foi dirigido pelo cineasta britânico Dominic Leung, e foi gravado no ExCeL London, em Londres.

## Recepção

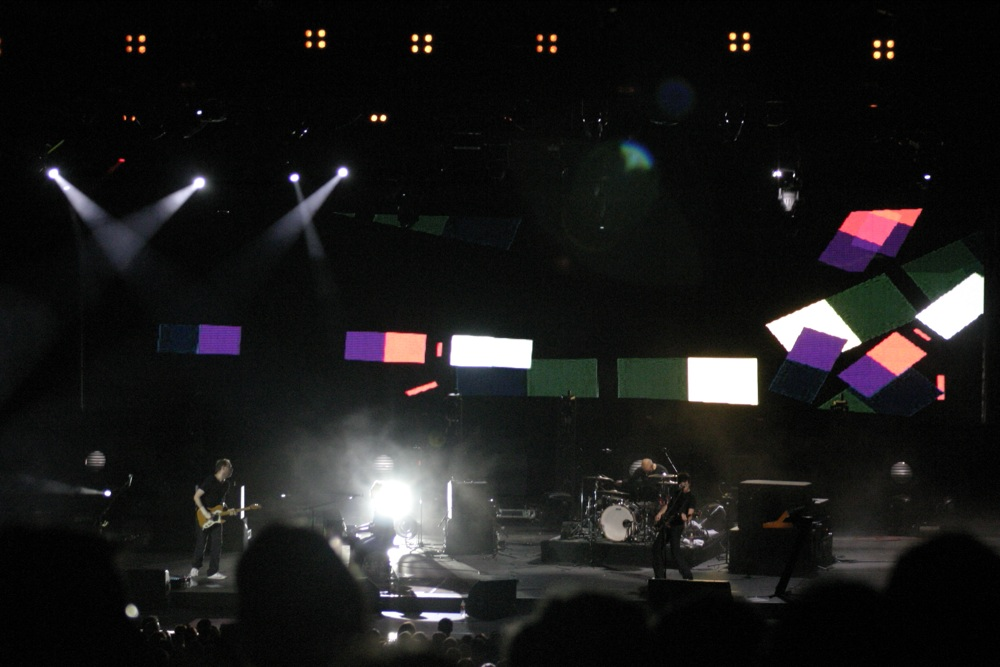
Coldplay apresentando "Clocks" na Twisted Logic Tour.

Em geral, as críticas foram positivas para a canção. Rob Sheffield, em sua análise do álbum para a revista Rolling Stone, disse: "[o guitarrista] Buckland brilha em excelentes rocks psicadélicos como [...] 'Clocks'". David Cheal do The Daily Telegraph disse que "Clocks" apresenta "um ritmo forte, quase frenético, e uma melodia contagiante, tudo levando a um clímax maravilhosamente sereno com a voz flutuante de Martin cantando." O crítico musical Scott Floman descreveu a canção como um "rock de piano incrivelmente bonito [...] é absolutamente perfeita e é simplesmente uma das melhores canções da década."
"Clocks" venceu na categoria gravação do ano no Grammy Awards de 2004. Foi indicado na categoria Melhor Single de 2003 no Q Awards. "Clocks" foi classificado na posição de número 68 na lista da Pitchfork dos 100 melhores singles de 2000 a 2004 e posteriormente ocupou o 155º lugar na lista das 500 melhores canções dos anos 2000 do mesmo website. Em outubro de 2011, a NME colocou-o na posição 148 em sua lista de "150 Melhores Faixas dos Últimos 15 Anos". O single foi sucesso nas rádios em todo ano de 2003 e entrou para várias paradas musicais mundiais (ver abaixo). Foi colocada na 490.ª posição na lista das "500 melhores músicas de todos os tempos" da Rolling Stone em 2010.

### Legado
"Clocks" é considerada uma das melhores realizações de Coldplay; o riff de piano da canção se tornou uma marca registrada da banda. Segundo o The New York Times, a abertura de "Clocks" já foi amplamente sampleada. Além disso, muitas das canções presentes em X&Y foram influenciadas por "Clocks". Brian Cohen da revista Billboard observou que "Clocks" serviu como uma "plataforma de lançamento" para as músicas presentes em X&Y, "várias das quais ecoam essa faixa tanto na estrutura como no sentimento". "Speed of Sound", o primeiro single do terceiro álbum do Coldplay, X&Y, tem algumas semelhanças com "Clocks".
De acordo com a The New York Times, a cantora estadunidense Jordin Sparks no single de 2008 "No Air" "respira vida ao longo da familiar linha de piano" de "Clocks". A canção "Should I Go" da cantora estadunidense Brandy Norwood, do álbum Afrodisiac, mostra os riffs de piano presentes em "Clocks". A canção apareceu nas séries ER, The Sopranos e Third Watch.

## Outras versões eremixes
"Clocks" foi remixado várias vezes. O duo norueguês Röyksopp fez uma versão remixada da música, presente nas mil edições limitadas de 12 polegadas, sendo que cem foram disponibilizados através do site oficial de Coldplay. A canção foi colocada na posição de número cinco na lista "Triple J Hottest 100, 2003" (a versão original da canção foi colocada na posição número 69, no ano anterior). Um cover remixado da canção está incluída no trilha sonora do jogo Dance Dance Revolution: Hottest Party, do console Wii. O remixer é creditado como "T.R.Master MC". O grupo feminino chinês 12 Girls Band também fez um cover da canção, lançada no álbum Eastern Energy. Versões ao vivo da canção foram apresentadas nos álbuns de Coldplay Live 2003, LeftRightLeftRightLeft, Live 2012, e Live in Buenos Aires.

## Faixas
| Single digital |                   |         |  |
| N.º            | Título            | Duração |  |
| 1.             | "Clocks"          | 5:07    |  |
| 2.             | "Crests of Waves" | 3:39    |  |
| 3.             | "Animals"         | 5:33    |  |

| Single digital (edição de rádio) |                       |         |  |
| N.º                              | Título                | Duração |  |
| 1.                               | "Clocks" (Radio Edit) | 4:12    |  |
| 2.                               | "Crests of Waves"     | 3:38    |  |

## Paradas musicais e certificações
| Parada (2003)                                      | Posição de pico |
| -------------------------------------------------- | --------------- |
| Austrália (ARIA)                                   | 28              |
| Bélgica (Ultratip Bubbling Under de Flandres)      | 2               |
| Bélgica (Ultratip Bubbling Under da Valônia)       | 7               |
| Canadá (Nielsen SoundScan)                         | 7               |
| Croácia (HRT)                                      | 5               |
| Europa (European Hot 100 Singles)                  | 28              |
| França (SNEP)                                      | 65              |
| Alemanha (Offizielle Deutsche Charts)              | 50              |
| Irlanda (IRMA)                                     | 15              |
| Itália (FIMI)                                      | 24              |
| Países Baixos (Dutch Top 40)                       | 2               |
| Países Baixos (Single Top 100)                     | 2               |
| Nova Zelândia (Recorded Music NZ)                  | 13              |
| Escócia (Scottish Singles Chart)                   | 10              |
| Suíça (Schweizer Hitparade)                        | 71              |
| Reino Unido (UK Singles Chart)                     | 9               |
| Estados Unidos (Billboard Hot 100)                 | 29              |
| Estados Unidos (Billboard Adult Alternative Songs) | 1               |
| Estados Unidos (Billboard Adult Top 40)            | 4               |
| Estados Unidos (Billboard Alternative Airplay)     | 9               |
| Estados Unidos (Billboard Dance Club Songs)        | 31              |
| Estados Unidos (Billboard Mainstream Top 40)       | 21              |

| Parada (2016)                                           | Posição de pico |
| ------------------------------------------------------- | --------------- |
| Estados Unidos (Billboard Hot Rock & Alternative Songs) | 16              |

| Parada (2003)                     | Posição |
| --------------------------------- | ------- |
| Países Baixos (Dutch Top 40)      | 14      |
| Países Baixos (Single Top 100)    | 30      |
| Nova Zelândia (Recorded Music NZ) | 42      |
| UK Singles (OCC)                  | 150     |
| EUA Billboard Hot 100             | 81      |

| Região                                              | Certificação | Vendas   |
| --------------------------------------------------- | ------------ | -------- |
| Dinamarca (IFPI Dinamarca)                          | Ouro         | 45,000*  |
| Estados Unidos (RIAA)                               | Ouro         | 500,000* |
| Itália (FIMI)                                       | Platina      | 50,000*  |
| Reino Unido (BPI)                                   | Platina      | 600,000* |
| *números de vendas baseados somente na certificação |              |          |